# West Lafayette (Indiana)
West Lafayette é uma cidade localizada no estado americano de Indiana, no Condado de Tippecanoe.

## Geografia
De acordo com o United States Census Bureau, a cidade tem uma área de 19,8 km², onde 19,7 km² estão cobertos por terra e 0,03 km² por água.

### Localidades na vizinhança
O diagrama seguinte representa as localidades num raio de 16 km ao redor de West Lafayette.

## Demografia
Segundo o censo nacional de 2010, a sua população é de 29 596 habitantes e sua densidade populacional é de 1 500 hab/km². É a cidade mais densamente povoada de Indiana. Possui 12 591 residências, que resulta em uma densidade de 637,98 residências/km².